# 関東社会人サッカー大会
関東社会人サッカー大会（かんとうしゃかいじんサッカーたいかい）は、関東各都県サッカーリーグにおいて所定の成績を収めたチームによって行われるトーナメント大会である。

## 概要
毎年11月に各都県の持ち回りで開催される。各都県リーグ1部の上位15チームに加えて開催県に1枠を付与し、計16チームによるトーナメント戦方式によって争われる。
決勝進出した2チームが自動昇格することを原則とするが、関東サッカーリーグとその上位リーグ（日本フットボールリーグ）との昇降格結果によっては、関東サッカーリーグ2部の下位チームとの入れ替え戦に勝利した場合のみ昇格となる場合がある。
2022年の各都県リーグからの出場枠は以下の通り。
- 茨城県 1
- 栃木県 1
- 群馬県 1
- 埼玉県 4

- 千葉県  2
- 東京都  3
- 神奈川県  2
- 山梨県  1

- 開催県 1

## 主催・主管
- 主催：関東サッカー協会[1]、関東社会人サッカー連盟[1]
- 主管：開催都県のサッカー協会および社会人サッカー連盟[1]

### 試合方式
試合時間は90分（ハーフタイム15分）。決着がつかない場合はPK方式により次戦進出チームを決定する。ただし、準決勝および決勝については10分ハーフの延長戦を行い、それでも決着がつかない場合はPK戦方式により勝敗を決定する。

### 参加資格
同系列・同一母体のチーム（サブチーム・サテライトチーム・同一大学チームなど） が既に関東リーグに1チーム所属している場合は、本大会に2チーム参加することはできない。 関東リーグに2チーム所属している場合は、本大会に参加できない。

## 歴代大会結果
- ■：本大会終了後において関東リーグ下位チームとの入れ替え戦の結果、昇格となったチーム
- ■：本大会終了後において関東リーグ下位チームとの入れ替え戦の結果、未昇格となったチーム

| 回 | 年度 | 優勝                                      | スコア             | 準優勝                            | 開催地   | 開催期間              |
| -- | ---- | ----------------------------------------- | ------------------ | --------------------------------- | -------- | --------------------- |
| 1  | 1967 | 児玉クラブ（埼玉県）                      | 3-1                | 御殿下クラブ（東京都）            | 埼玉県   | 11月23、25、26日      |
| 2  | 1968 | 湘南サーフライダース（神奈川県）          |                    | 東京ガス（東京都1位）             | 山梨県   |                       |
| 3  | 1969 | 藤和不動産（栃木県1位）                   |                    | 日立水戸勝田（茨城県）            | 茨城県   |                       |
| 4  | 1970 | 読売クラブ（東京都1位）                   |                    | 東京ガス（東京都）                | 群馬県   |                       |
| 5  | 1971 | FC青山（東京都）                          |                    | 東芝本社（神奈川県）              | 千葉県   |                       |
| 6  | 1972 | 古河電工千葉（千葉県）                    |                    | 東邦チタニウム（神奈川県）        | 栃木県   |                       |
| 7  | 1973 | 埼玉教員（埼玉県）                        |                    | 電電関東（埼玉県2位）             | 山梨県   |                       |
| 8  | 1974 | 神戸製鋼（神奈川県）                      |                    | 日産自動車（神奈川県1位）         | 神奈川県 |                       |
| 9  | 1975 | 日産自動車（神奈川県1位）                 |                    | 東邦チタニウム（神奈川県）        | 埼玉県   |                       |
| 10 | 1976 | 東芝堀川町（神奈川県3位）                 |                    | 東京ガス（東京都）                | 茨城県   |                       |
| 11 | 1977 | 横河電機（東京都1位）                     |                    | 山武ハネウェル（神奈川県）        | 群馬県   |                       |
| 12 | 1978 | 神奈川県教員SC（神奈川県1位）             |                    | 神戸製鋼（神奈川県）              | 千葉県   |                       |
| 13 | 1979 | 電電関東（埼玉県2位）                     |                    | 茨城教員（茨城県）                | 神奈川県 |                       |
| 14 | 1980 | 日立栃木（栃木県1位）                     | 3-2                | 千葉教員（千葉県1位）             | 山梨県   | 11月15-18日           |
| 15 | 1981 | 横浜トライスター（神奈川県1位）           | 2-0                | 栃木教員（栃木県1位）             | 栃木県   | 11月14-17日           |
| 16 | 1982 | 三菱養和（神奈川県1位）                   | 3-0                | パイオニア川越（埼玉県2位）       | 埼玉県   | 11月13-16日           |
| 17 | 1983 | 東京三洋電機（群馬県1位）                 | 1-0                | 日立栃木（栃木県1位）             | 茨城県   | 11月12-15日           |
| 18 | 1984 | 横河北辰電機（東京都）                    | 3-1                | 栃木教員（栃木県1位）             | 群馬県   | 11月10-13日           |
| 19 | 1985 | 東京ガス（東京都1位）                     |                    | 神奈川県教員SC（神奈川県）        | 千葉県   |                       |
| 20 | 1986 | 東京教員（東京都）                        |                    | 横浜トライスター（神奈川県）      | 神奈川県 |                       |
| 21 | 1987 | 韮葉クラブ（山梨県）                      |                    | 読売クラブジュニア（東京都）      | 山梨県   |                       |
| 22 | 1988 | 栃木教員（栃木県1位）                     | 2-2 aet (PK 8 - 7) | 関東自動車工業（神奈川県）        | 埼玉県   | 11月3-6日             |
| 23 | 1989 | 日産FCファーム（神奈川県1位）             | 1-1 aet (PK 6 - 5) | 茨城教員（茨城県1位）             | 栃木県   | 11月3-6日             |
| 24 | 1990 | 本田技研工業狭山（埼玉県1位）             | 5-1                | FC旭（神奈川県2位）               | 茨城県   | 11月23-26日           |
| 25 | 1991 | 韮葉クラブ（山梨県1位）                   |                    | 東京三洋電機（開催地・群馬県2位） | 群馬県   | 11月23-26日           |
| 26 | 1992 | 図南SC（群馬県1位）                       |                    | 横河電機（東京都3位）             | 千葉県   | 12月5-8日             |
| 27 | 1993 | 青梅FC（東京都2位）                       | 1-1 aet (PK 5 - 3) | プリマハムFC土浦（茨城県1位）     | 神奈川県 | 12月4-7日             |
| 28 | 1994 | エリースFC（東京都1位）                   |                    | 東京海上火災保険（東京都2位）     | 山梨県   | 11月26-29日           |
| 29 | 1995 | 青梅FC（東京都1位）                       |                    | 九曜FC（東京都2位）               | 栃木県   | 11月25-28日           |
| 30 | 1996 | 原研東海（茨城県1位）                     | 2-1                | 動燃東海（茨城県2位）             | 埼玉県   | 12月7-10日            |
| 31 | 1997 | 韮崎アストロスFC（山梨県1位）             | 4-2                | 茨城教員葵FC（茨城県2位）         | 茨城県   | 11月22-25日           |
| 32 | 1998 | 栃木SC（栃木県1位）                       | 1-0                | 矢板SC（栃木県2位）               | 群馬県   | 11月14-17日           |
| 33 | 1999 | 佐川急便東京フリエ（東京都1位）           | 4-1                | 東邦チタニウム （神奈川県1位）    | 千葉県   | 11月20-23日           |
| 34 | 2000 | 海自厚木マーカス（神奈川県1位）           | 1-1 aet (PK 5 - 3) | 図南SC（群馬県1位）               | 神奈川県 | 11月18-21日           |
| 35 | 2001 | 群馬FCホリコシ（群馬県1位）               | 2-1 aet VG         | 矢板SC（栃木県1位）               | 山梨県   | 11月17-20日           |
| 36 | 2002 | 日立ビルシステム（東京都3位）             | 1-0                | ザスパ草津（群馬県1位）           | 東京都   | 11月23-26日           |
| 37 | 2003 | 神奈川県教員SC（神奈川県1位）             | 4-1                | 古河電工千葉（千葉県1位）         | 栃木県   | 11月22-25日           |
| 38 | 2004 | 東芝府中（東京都1位）                     | 3-0                | 飯能ブルーダー（埼玉県1位）       | 埼玉県   | 11月20-23日           |
| 39 | 2005 | FC町田ゼルビア（東京都1位）               | 4-0                | 全神栖SC（開催地・茨城県2位）     | 茨城県   | 11月19-22日           |
| 40 | 2006 | クラブ・ドラゴンズ（茨城県1位）           | 6-0                | 与野蹴魂会（埼玉県2位）           | 群馬県   | 11月18-21日           |
| 41 | 2007 | エリースFC東京（東京都2位）               | 5-2                | FC KOREA（東京都1位）             | 千葉県   | 11月10-11、17-18日    |
| 42 | 2008 | tonan前橋（群馬県1位）                    | 2-0                | 日立ビルシステム（東京都1位）     | 神奈川県 | 11月8-9、15-16日      |
| 43 | 2009 | 佐川コンピューター・システム（東京都3位） | 4-1                | 東京海上日動火災保険（東京都2位） | 山梨県   | 11月7-8、14-15日      |
| 44 | 2010 | 横浜猛蹴（神奈川県2位）                   | 2-2 aet (PK 6 - 5) | SC相模原（神奈川県1位）           | 東京都   | 11月6-7、13-14日      |
| 45 | 2011 | 浦安JSC（千葉県1位）                      | 3-0                | パイオニア川越（埼玉県2位）       | 栃木県   | 11月12-13、26-27日    |
| 46 | 2012 | VONDS市原（千葉県1位）                    | 3-2                | 坂戸シティFC（埼玉県1位）         | 埼玉県   | 11月10-11、24-25日    |
| 47 | 2013 | ジョイフル本田つくばFC（茨城県2位）       | 3-1                | tonan前橋サテライト（群馬県1位）  | 茨城県   | 11月16-17、30-12月1日 |
| 48 | 2014 | 早稲田ユナイテッド（東京都2位）           | 4-2                | FC TIU（埼玉県2位）               | 群馬県   | 11月15-16、29-30日    |
| 49 | 2015 | LB-BRB TOKYO（東京都2位）                 | 5-1                | エスペランサSC（神奈川県2位）     | 千葉県   | 11月13-15、28-29日    |
| 50 | 2016 | TUY（神奈川県1位）                        | 3-2                | 横浜GSFCコブラ（神奈川県2位）     | 神奈川県 | 11月5-6、19-20日      |
| 51 | 2017 | アイデンティみらい（茨城県1位）           | 2-1                | 東京海上FC（東京都3位）           | 山梨県   | 11月4-5、18-19日      |
| 52 | 2018 | Criacao Shinjuku（東京都2位）             | 3-2 aet            | 東邦チタニウム（神奈川県2位）     | 東京都   | 11月3-4、17-18日      |
| 53 | 2019 | ザスパ草津チャレンジャーズ（群馬県1位）   | 1-0 aet            | VONDS市原Vert（千葉県1位）        | 栃木県   | 11月2-3、16-17日      |
| 54 | 2020 | 南葛SC（東京都1位）                       | 2-1                | アヴェントゥーラ川口（埼玉県2位） | 埼玉県   | 11月14-15、28-29日    |
| 55 | 2021 | エリース東京FC（東京都1位）               | 2-1                | ヴェルフェ矢板（栃木県1位）       | 群馬県   | 11月6-7、20-21日      |
| 56 | 2022 | はやぶさイレブン（神奈川県2位）           | 2-1                | 境トリニタス（開催地・茨城県2位） | 茨城県   | 12月10-11、17-18日    |
| 57 | 2023 | FC N.（東京都2位）                        | 2-1                | COEDO KAWAGOE F.C（埼玉県4位）    | 千葉県   | 11月4-5、18-19日      |
| 58 | 2024 | SHIBUYA CITY FC（東京都2位）              | 2-1                | EDO ALL UNITED（東京都1位）       | 神奈川県 | 11月2-3、16-17日      |

## 入れ替え戦結果

### 1983年度（ホーム・アンド・アウェー方式）
| 1984年1月29日 |

| 日立栃木 （関東社会人大会2位） | 1 - 1 | 日立水戸勝田 （関東リーグ8位） |
|                                |       |                                |

| 宇都宮市サッカー場 |

| 1984年2月5日 |

| 日立水戸勝田 （関東リーグ8位） | 4 - 0 | 日立栃木 （関東社会人大会2位） |
|                                |       |                                |

| 勝田・石川運動ひろば |

### 1993年度（ホーム・アンド・アウェー方式）
| 1994年2月20日 13:00 |

| 三洋電機東京 （関東リーグ8位） | 0 - 1 | プリマハムFC土浦 （関東社会人大会2位） |
|                                |       |                                        |

| 太田市運動公園 |

| 1994年2月27日 13:00 |

| プリマハムFC土浦 （関東社会人大会2位） | 3 - 1 | 三洋電機東京 （関東リーグ8位） |
|                                        |       |                                |

| カシマスタジアム |

### 2002年度
| 2003年1月13日 13:00 |

| 図南SC （関東リーグ9位） | 1 - 1 aet (PK 1 - 3) | ザスパ草津 （群馬県1部1位） |
|                          |                      |                             |

| 群馬県立敷島公園サッカー場 |

| 2003年1月12日 11:00 |

| 埼玉SC （関東リーグ10位） | 2 - 0 | 佐川急便埼玉SC （埼玉県1部1位） |
|                           |       |                                 |

| 川越運動公園陸上競技場 |

### 2010年度
| 2011年1月16日 11:00 |

| SGシステム （関東リーグ2部6位） | 1 - 3 aet | SC相模原 （関東社会人大会2位） |
|                                 |           |                                |

| 駒沢オリンピック公園総合運動場補助競技場 |

### 2017年度
| 2017年12月24日 13:30 |

| 横浜GSFCコブラ （関東リーグ2部7位） | 5 - 2 | 東京海上FC （関東社会人大会2位） |
|                                     |       |                                  |

| 流通経済大学フットボールフィールドA |

| 2017年12月24日 13:30 |

| FC KOREA （関東リーグ2部8位） | 0 - 2 | アイデンティみらい （関東社会人大会1位） |
|                               |       |                                          |

| 流通経済大学フットボールフィールドB |

### 2019年度
| 2019年12月8日 14:00 |

| ヴェルフェ矢板 （関東リーグ2部8位） | 0 - 1 | VONDS市原Vert （関東社会人大会2位） |
|                                     |       |                                     |

| ゼットエーオリプリスタジアム |

### 2021年度
| 2021年12月25日 14:00 |

| VONDS市原Vert （関東リーグ2部8位） | 0 - 3 | ヴェルフェ矢板 （関東社会人大会2位） |
|                                    |       |                                      |

| 非公開 |

| 2021年12月25日 14:00 |

| さいたまSC （関東リーグ2部9位） | 0 - 4 | エリース東京FC （関東社会人大会1位） |
|                                 |       |                                      |

| 非公開 |